# Marjan Žagar
Marjan Žagar, slovenski geograf, pedagog in urednik, * 21. marec 1920, Celje, † 11. december 1980, Ljubljana.

## Življenjepis
Žagar je leta 1940 končal učiteljišče v Mariboru. Med drugo svetovno vojno je bil aktivist OF, nekaj časa zaprt v Begunjah na Gorenjskem ter od 1944 do konca vojne borec Kozjanskega odreda.
V letih 1946 do 1948 je bil svetnik ministrstva za prosveto v  Albaniji. V času spora z Informbirojem je dve leti preživel v zaporu, nato pa je poučeval v Šmarju pri Jelšah in Celju. Leta 1955 je diplomiral na FF v Ljubljani, ter prav tam 1964 tudi doktoriral.
Žagar se je že 1968 zaposlil na FF v Ljubljani, kjer je od 1980 predaval kot redni profesor. Izpopolnjeval se je na Sorboni v Parizu (1965/66), ter Londonu (1972/73). Kod zunanji predavatelj je predaval na univerzah v Minsku (1971) in Simferopolu na Krimu.
Žagar je bil pobudnik in utemeljitelj študija geografije turizma in geografije prometa na FF v Ljubljani, nazadnje pa se je ukvarjal z metodiko in didaktiko pouka.